# Tanjung Morawa Pekan
Tanjung Morawa Pekan is een bestuurslaag in het regentschap Deli Serdang van de provincie Noord-Sumatra, Indonesië. Tanjung Morawa Pekan telt 6296 inwoners (volkstelling 2010).